# Grocholice (Sadowie)
Pour les articles homonymes, voir Grocholice.
Grocholice est une localité polonaise de la gmina de Sadowie, située dans le powiat d'Opatów en voïvodie de Sainte-Croix.